# Kini Murimurivalu
Kini Murimurivalu (nacido en Suva el 15 de mayo de 1989) es un jugador de rugby fiyiano, que juega de ala o zaguero para la selección de rugby de Fiyi y, actualmente (2015) para el equipo Atlantique Stade Rochelais en el Top 14 francés. 
Su debut con la selección de Fiyi se produjo en un partido contra Tonga en Lautoka el 2 de julio de 2011. Fue seleccionado para la selección de su país en la Copa Mundial de Rugby de 2011 en Nueva Zelanda, donde jugó en tres partidos.
Seleccionado para la Copa del Mundo de Rugby de 2015, Kini Murimurivalu anotó un ensayo en la victoria sobre Uruguay, en la fase de grupos.